# Virectaria
Genre
Virectaria est un genre de plantes de la famille des Rubiaceae.

## Liste des variétés, sous-espèces et espèces
Selon Catalogue of Life (30 octobre 2017) :
- Virectaria angustifolia (Hiern) Bremek.
- Virectaria belingana N.Hallé
- Virectaria herbacoursi N.Hallé
- Virectaria major (K.Schum.) Verdc.
- Virectaria multiflora (Sm.) Bremek.
- Virectaria procumbens (Sm.) Bremek.
- Virectaria salicoides (C.H.Wright) Bremek.
- Virectaria tenella J.B.Hall

Selon NCBI (30 octobre 2017) :
- Virectaria angustifolia
- Virectaria belingana
- Virectaria herbacoursi
  - variété Virectaria herbacoursi var. petrophila
- Virectaria major
  - sous-espèce Virectaria major subsp. major
  - sous-espèce Virectaria major subsp. spathulata
- Virectaria multiflora
- Virectaria procumbens

Selon The Plant List (30 octobre 2017) :
- Virectaria angustifolia (Hiern) Bremek.
- Virectaria belingana N.Hallé
- Virectaria herbacoursi N.Hallé
- Virectaria major (K.Schum.) Verdc.
- Virectaria multiflora (Sm.) Bremek.
- Virectaria procumbens (Sm.) Bremek.
- Virectaria salicoides (C.H.Wright) Bremek.
- Virectaria tenella J.B.Hall

Selon Tropicos (30 octobre 2017) (Attention liste brute contenant possiblement des synonymes) :
- Virectaria angustifolia (Hiern) Bremek.
- Virectaria belingana N. Hallé
- Virectaria herbacoursi N. Hallé
- Virectaria heteromera (K. Schum.) Bremek.
- Virectaria kaessneri (S. Moore) Bremek.
- Virectaria major (K. Schum.) Verdc.
- Virectaria multiflora (Sm.) Bremek.
- Virectaria procumbens (Sm.) Bremek.
- Virectaria salicoides (C.H. Wright) Bremek.
- Virectaria tenella J.B. Hall